# Вильямиль, Соледад
Соледад Вильямиль (исп. Soledad Villamil, 19 июня 1969, Ла-Плата, Аргентина) – аргентинская актриса и певица.

## Биография
С детства занималась музыкой, впоследствии увлеклась театром. С 1991 снимается в кино. Выступает как исполнительница танго и произведений аргентинского фольклора,  актриса театра и кино, работает на телевидении.

## Избранная фильмография
- 1997: Сон о героях/ El sueño de los héroes (Серхио Ренан по Адольфо Биой Касаресу; номинация на премию Серебряный  кондор Ассоциации кинокритиков Аргентины лучшей актрисе второго плана)
- 1997: Жизнь по версии Муриэль/ La vida según Muriel (Эдуардо Милевич; номинация на премию Серебряный  кондор Ассоциации кинокритиков Аргентины лучшей актрисе)
- 1999: Та же любовь, тот же дождь/ El mismo amor, la misma lluvia (Хуан Хосе Кампанелья; Серебряный кондор Ассоциации кинокритиков Аргентины лучшей актрисе)
- 2002: Красный медведь/ Un oso rojo (Адриан Каэтано; номинация на премию Серебряный  кондор Ассоциации кинокритиков Аргентины лучшей актрисе)
- 2009: Тайна в его глазах/ El secreto de sus ojos (Хуан Хосе Кампанелья; Премия Аргентинской академии искусств и наук лучшей актрисе, премия Общества кинокритиков Испании, премия Гойя)